# Festa dos Tabuleiros

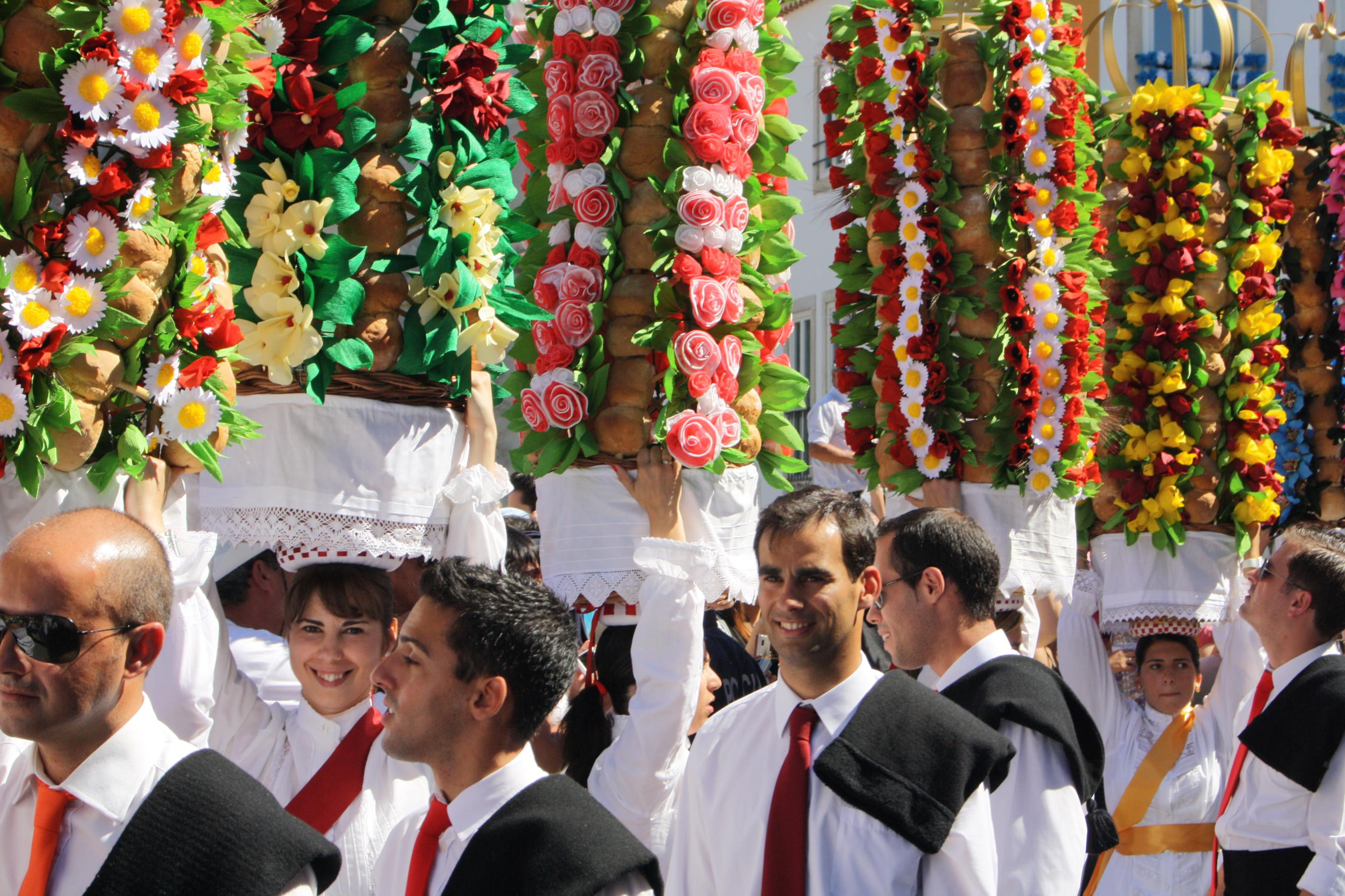
Traditionelle Prozession in Tomar

Die Festa dos Tabuleiros oder Festa do Divino Espírito Santo ist ein portugiesisches Fest. Es findet alle vier Jahre in Tomar statt.

## Beschreibung
Die Festa dos Tabuleiros besteht aus verschiedenen Prozessionen, die sich über mehrere Tage im Juli erstrecken. Die Teilnehmer der Prozessionen sind festlich gekleidete Ehepaare, wobei die Frauen Tabuleiros auf ihren Köpfen tragen. Diese entsprechen der jeweiligen Körpergröße und sind mit Broten und Papierblumen geschmückt. Der Abschluss des Festes besteht in einem Gottesdienst, in dem die Tabuleiros gesegnet werden.